# Рубки ухода

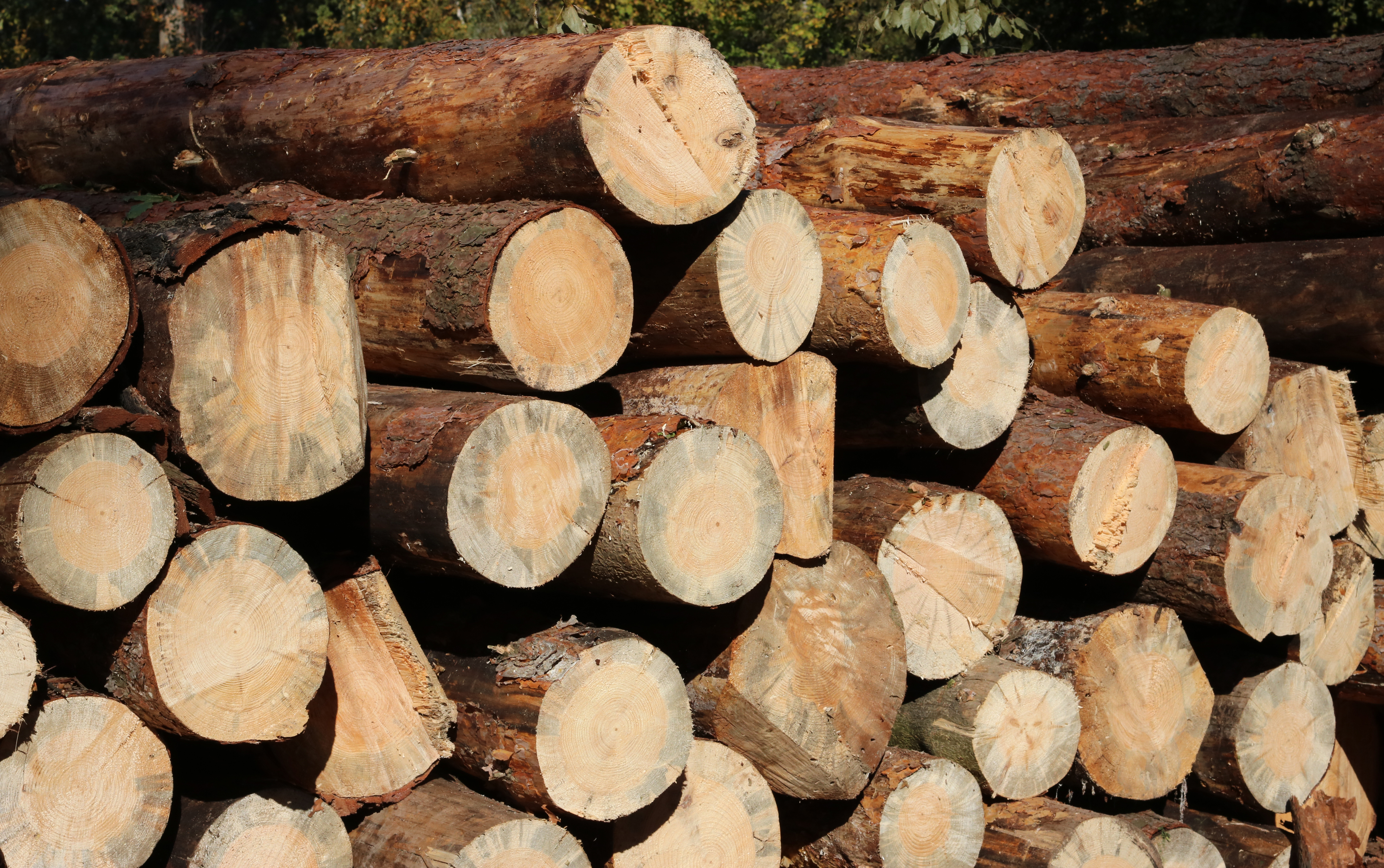
Брёвна после санитарной вырубки

Рубки ухода за лесом — форма ухода за лесом путём удаления из насаждения нежелательных деревьев (не отвечающих хозяйственным целям и отрицательно влияющих на рост и состояние лучших и вспомогательных деревьев) и создания благоприятных условий для роста лучших деревьев главных пород, направленная на формирование высокопродуктивных качественных насаждений и своевременное использование древесины.
Рубки ухода повышают полезные функции леса, дают возможность систематически получать дополнительное количество древесины. В процессе роста леса много деревьев отмирает, и задача рубок ухода — не дать им пропасть и в то же время создать лучшие условия для формирования остающихся.

## Виды рубок ухода

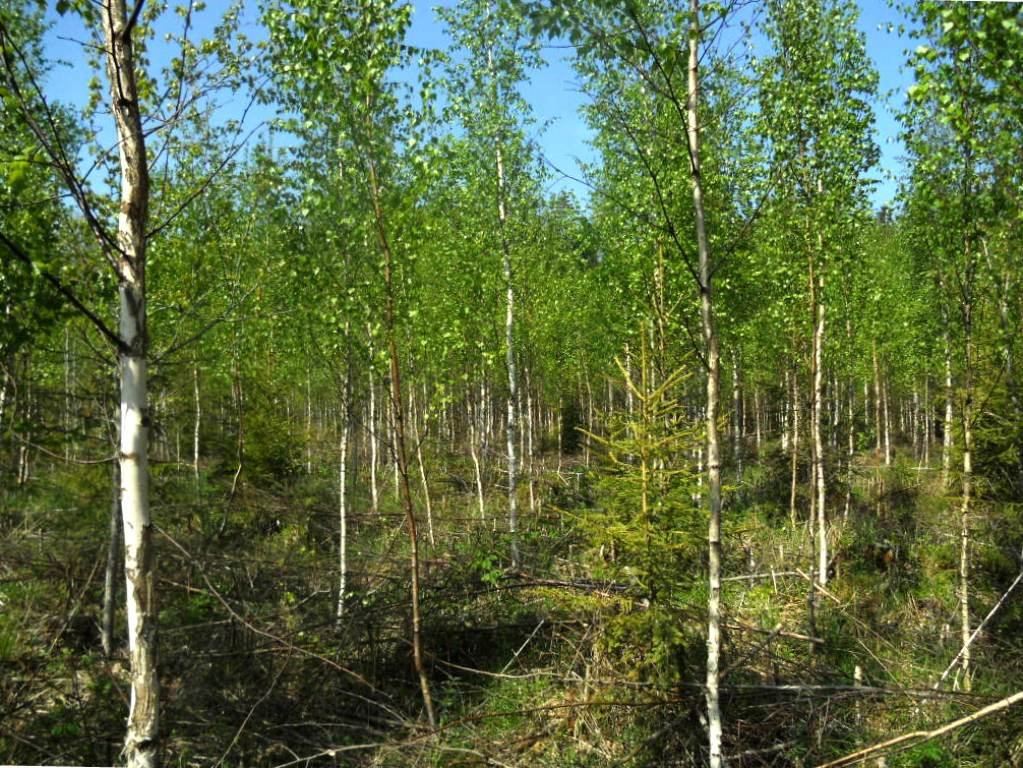
Осветление

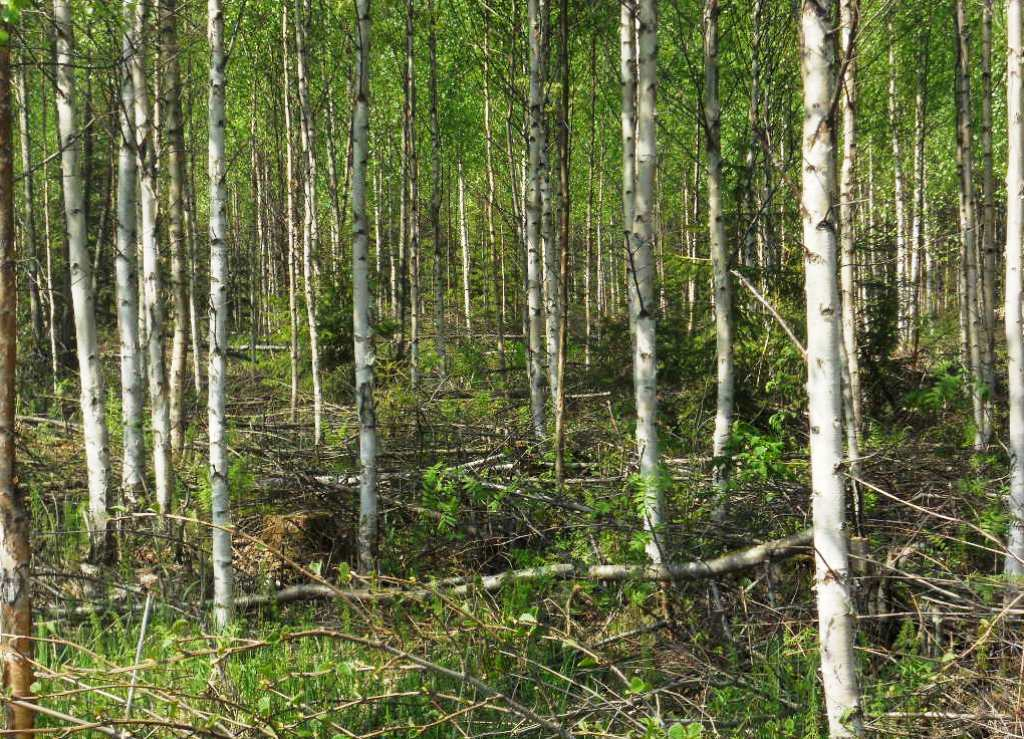
Прочистка

Осветле́ние — рубка ухода в молодом древостое, проводимая для улучшения породного состава и роста деревьев главной породы. Проводится в древостоях до 5-, 10- или 20-летнего возраста в зависимости от лесообразующей породы, продуктивности древостоя и лесорастительной зоны. Проводится, в том числе, чтобы светолюбивые ценные породы не были задушены быстрорастущими малоценными. Обычно допускается сильная степень изреживания.
Прочистка — проводится после осветления в молодом древостое до 10-, 20- или 40-летнего возраста для улучшения условий роста и регулирования размещения деревьев главной породы по площади. Не рекомендуется изреживать до густоты менее 0,7. Прочистку и осветление проводят, даже если стоимость работ не окупается при реализации полученной древесины.
Прореживание — проводится после прочистки в молодняках второго класса возраста (до 30-, 40- или 60-летнего возраста) и средневозрастных древостоях с целью создания благоприятных условий для правильного формирования ствола и кроны лучших деревьев. Основная цель — убрать деревья с нежелательной формой ствола. В связи с развитием деревообрабатывающей и особенно деревоперерабатывающей промышленности (приготовления щепы) необходимость в проведении этого вида рубок ухода увеличивается.
Проходная рубка следует за прореживанием. Проводится в средневозрастных древостоях с целью создания благоприятных условий для увеличения прироста лучших деревьев. Призвана ускорить выращивание деловой древесины. Как и предыдущий вид, приобретает большее значение по мере увеличения доли заготовки пиловочника. В настоящее время она довольно широко распространена, так как позволяет заготовлять много относительно крупной древесины в районах, где нет или очень мало спелых древостоев и где промышленные заготовки древесины не ведутся.
Рубка переформирования — проводится в средневозрастных и старшего возраста насаждениях, с целью коренного изменения их возрастной структуры, состава или строения путём регулирования в насаждении соотношения составляющих его элементов и создания благоприятных условий роста деревьям целевых пород, поколений и ярусов.
Рубка обновления — проводится в приспевающих, спелых и перестойных насаждениях с целью их обновления путём создания благоприятных условий роста молодым перспективным деревьям, имеющимся в насаждении, появляющимся в процессе проведения рубок или высаживаемым.
Ландшафтная рубка, или рубка формирования ландшафта — рубка ухода в лесах рекреационного назначения, направленная на формирование лесопарковых ландшафтов и повышение эстетической, оздоровительной ценности и устойчивости их.
Омолаживание подлеска — рубка подлеска с целью обеспечения его последующего порослевого возобновления.
Обрезка сучьев в древостое — уход за лучшими деревьями путём удаления сучьев на стволе и в нижней части кроны для повышения качества и увеличения выхода бессучковой древесины, снижения пожарной опасности. Пеньки отмерших сучьев, если их не убирать, могут торчать на стволе десятки лет. При выращивании бессучковой древесины либо удаляют их, либо удаляют со ствола ещё живые сучья и ветки. Ухаживают только за деревьями, которые доживут до возраста спелости. Обычно отбирают по 200—400 — 600 деревьев на 1 га. Широко распространена обрезка сучьев и в садово-парковом хозяйстве. Там она преследует другую цель — формирование кроны. У плодовых деревьев крону формируют для удобства при сборе фруктов, а в парках — для придания дереву декоративного вида.

## Проведение рубок ухода
Рубки проводят с момента смыкания молодняка.
К явно подлежащим вырубке относятся: сухие, отмирающие, сильно поврежденные и пораженные вредителями и болезнями, а также нежелательные деревья (второстепенных пород или плохого качества той же породы), сильно угнетающие лучшие, наиболее перспективные деревья (деревья будущего). Нормы количества ошибочно оставленных подлежащих вырубке деревьев, повреждённых оставленных деревьев и допустимое количество уничтожаемого подроста устанавливается отраслевым стандартом в зависимости от вида рубки ухода. Лесхозы имеют право устанавливать количество деревьев на единице площади. Качество рубок ухода оценивается по трём классам качества в порядке уменьшения.
Сложилось несколько методов выполнения рубок. В смешанных древостоях получил распространение верховой метод, при котором основную массу деревьев удаляют из верхнего полога; очень плохие деревья удаляют и из нижнего полога. В чистых древостоях (а иногда в смешанных с уже сформированным составом) применяется низовой метод, при котором основную массу деревьев удаляют из нижних ярусов. И в этом случае больные деревья и мешающие росту лучших удаляют и из верхнего яруса. Российским лесоводом А. Ф. Рудзким был разработан комбинированный метод рубок ухода. Суть его в том, что весь древостой подразделяют на относительно однородные участки и в пределах каждого назначают либо верховой, либо низовой метод ухода.
С осторожностью надо проводить рубки ухода в густом хвойном молодняке с тонкими малосбежистыми стволами, особенно в жердняке. При слишком интенсивной рубке в оставшихся стволиках вследствие раскачивания могут появиться трещины сжатия.

## Экономическое значение

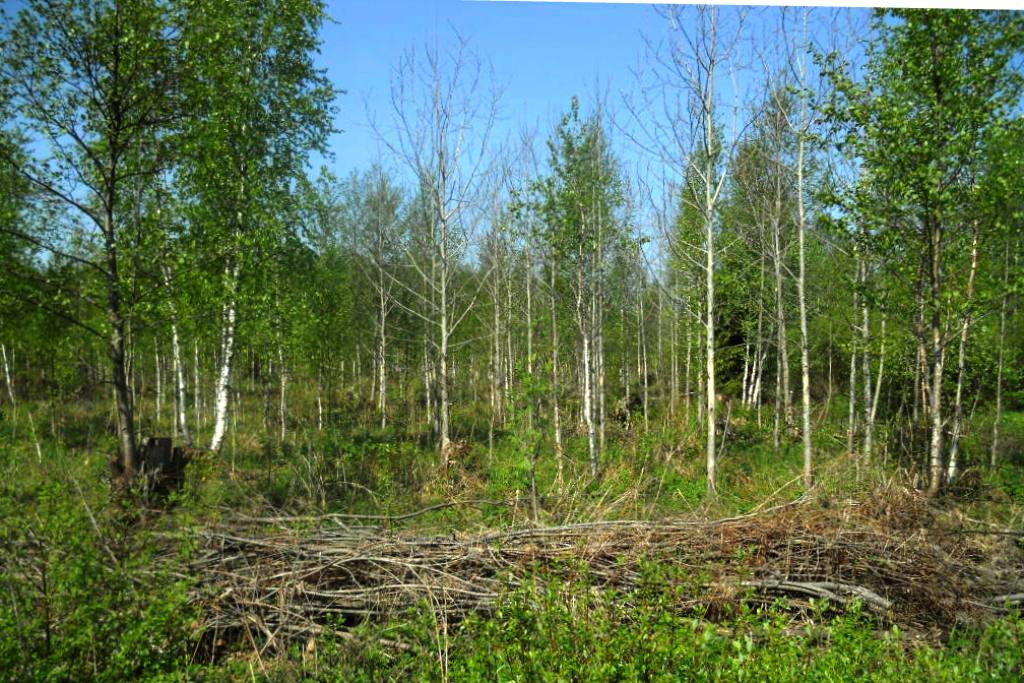
Отходы рубки ухода складываются рядом с дорогой для дальнейшего вывоза

Рубки ухода могут давать значительное количество древесины, но часто деревья остаются гнить на месте, где были срублены. По мнению участников семинара «Коммерческие рубки ухода в Карелии», состоявшегося 21 — 22 октября 2010 г. в городах Сегежа и Петрозаводск, существующие в России правила проведения рубок ухода лишают их экономического и лесоводственного смысла. В России древесина, заготовленная при рубке ухода, в полтора раза дороже, чем при сплошной рубке; в то же время, в Финляндии она дороже только на 20 %. Большая разница в цене вынуждает предприятия заказывать издалека лес, заготовленный сплошной рубкой.